# James Brydges (3e duc de Chandos)
James Brydges, 3e du de Chandos (27 décembre 1731 – 29 septembre 1789) est un pair et un homme politique britannique.

## Famille
Il est le seul fils d'Henry Brydges (2e duc de Chandos), et de Marie Bruce, fille de Charles Bruce (3e comte d'Ailesbury). Il étudie à Westminster School entre 1742 et 1749 et à l'université de Göttingen en 1750/1751.

## Carrière politique
Chandos est député pour Winchester de 1754 à 1761 et pour Radnorshire entre 1761 et 1768. Il devient duc à la mort de son père, le 28 novembre 1771.
Il est un gentilhomme de la Chambre de George, prince de Galles de 1760 à 1764, le lord-lieutenant du Hampshire en 1763-1764 et 1771-1780, admis au Conseil privé le 12 mai 1775 et nommé lord-intendant de décembre 1783 à sa mort en 1789.

## Vie privée

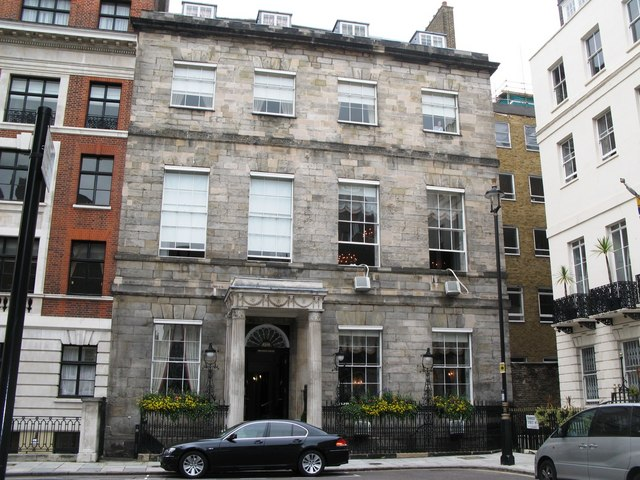
Chandos House, Quartier De Marylebone, À Londres

Chandos se marie avec Margaret Nicol (1736–1768), fille de Jean Nicol de Colney Hatch et Winifred Keck, le 22 mars 1753. Margaret hérite d'une grande partie de la grande fortune acquise par son grand-père, Anthony Keck, et est le propriétaire d'un célèbre portrait de Shakespeare, qui est connu comme le Portrait Chandos après le mariage.
À la suite de la mort de sa première femme, il épouse Anne Eliza Gamon, fille de Richard Gamon, le 21 juin 1777. Ce deuxième mariage produit le seul enfant arrivant à l'âge adulte, Anne Elizabeth Brydges (Dame Kinloss, morte en 1836)), qui épouse Richard Temple-Nugent-Brydges-Chandos-Grenville (1er duc de Buckingham et Chandos). Ils sont les parents de Richard Temple-Nugent-Brydges-Chandos-Grenville.
Chandos est mort en septembre 1789, à l'âge de 57 ans, et le duché s'éteint. Il est enterré à Saint-Laurent Whitchurch dans les Canons Park, Londres. Sa veuve a été déclarée folle et confinée à leur domicile de Londres, Chandos House. Après sa mort en 1813, la durée non écoulée du bail est vendue.